# سيلفي هينروتين كاستر
سيلفي هينروتين كاستر (بالفرنسية: Sylvie Caster)‏ هي صحفية فرنسية، ولدت في 1952 في آركاشون في فرنسا.